# Матвеев, Валерий (футболист)
Валерий Матвеев (1945) — советский футболист, защитник, полузащитник.
Карьеру провёл в ленинградских клубах низших лиг и первенства города «Спартак»/«Автомобилист» (1964—1966), «Большевик» (1966), «Нева» (1967—1968), «Светлана» (1969—1970), «Динамо» (1971).
В ноябре 1967 сыграл два гостевых матча в чемпионате СССР за «Зенит» — против одесского «Черноморца» и «Динамо» Киев.